# Takuya Miyamoto
Pour les articles homonymes, voir Miyamoto.
Takuya Miyamoto (宮本 卓也, Miyamoto Takuya) est un footballeur japonais né le 8 juillet 1983 et mort le 1er mai 2022. Il évoluait au poste de défenseur.

## Biographie
Takuya Miyamoto commence sa carrière professionnelle au Cerezo Osaka. En 2008, il est transféré, au Montedio Yamagata. En novembre 2012, son contrat n'est pas renouvelé.
Takuya Miyamoto est vice-champion de J-League 2 en 2008 avec le Montedio Yamagata.